# أكيكو ماتسوموتو
أكيكو ماتسوموتو (بالكانا:まつもと あきこ) هي ممثلة يابانية، ولدت في 8 مارس 1966 في اليابان.

## وصلات خارجية
- أكيكو ماتسوموتو على موقع IMDb (الإنجليزية)
- أكيكو ماتسوموتو على موقع ميوزك برينز (الإنجليزية)
- أكيكو ماتسوموتو على موقع قاعدة بيانات الفيلم (الإنجليزية)